# Hypophorella expansa
Hypophorella expansa är en mossdjursart som beskrevs av Ehlers 1876. Hypophorella expansa ingår i släktet Hypophorella och familjen Hypophorellidae. Arten är reproducerande i Sverige. Inga underarter finns listade i Catalogue of Life.